# Крстович, Павле
Павле Крстович (черног. Павле Крстовић / Pavle Krstović; 18 апреля 1999, СРЮ) — черногорский футболист, нападающий. В настоящее время выступает за клуб «Зета».

## Карьера
Павле выступает за команду «Зета» из города Голубовци. С сентября 2014 года Крстович играл в молодёжном чемпионате Черногории. В сезоне 2014/2015 сыграл лишь 6 матчей и забил 4 гола. Следующий сезон Павле провёл в основном в юношеском чемпионате, сыграв там 23 матча, и забив 21 гол, а за молодёжную команду — 5 матей.
30 мая 2015 года Павле Крстович дебютировал в основном составе Зеты в гостевом матче против Будучности, выйдя на поле на 70-й минуте встречи вместо Немани Цавнича. После этого в составе взрослой команды не играл и продолжает выступления на молодёжном уровне.
Осенью 2015 года Павле сыграл 2 матча за юношескую сборную до 17 лет в квалификации к чемпионата Европы 2016, который прошёл в Азербайджане.